# Kumburský Újezd
Kumburský Újezd je vesnice, část města Nová Paka v okrese Jičín. Nachází se asi 2,5 km na jihozápad od Nové Paky. Prochází zde silnice I/16. V roce 2021 zde bylo evidováno 82 domů a žilo zde 209 obyvatel.
Kumburský Újezd je také název katastrálního území o rozloze 2,71 km2.